# مهرجان أريرانغ
مهرجان أريرانغ هو مهرجان ألعاب جماعية يقام في كوريا الشمالية ويسمى أيضا (Mass games) في بيونغ يانغ، كوريا الشمالية.

## المشاركون
من لا تزيد أعمارهم عن 10سنوات من العمر، مواطنين كوريين شماليين يتم اختيارهم على أساس مستوى المهارات لخدمة لمهرجان أريرانغ لسنوات عديدة. وفي معظم الحالات ستكون هذه طريقة للحياة بالنسبة لهم حتى التقاعد.

## أحداث
حفل الافتتاح للمهرجان يقوم التجهيز له لمدة شهرين هي الألعاب الجماعية، والتي تشتهر ضخمة الصور الفسيفسائية التي أنشئت من قبل الآلاف من المدربين تدريبا جيدا جدا ومعلمين ضبط أطفال المدارس، ويعقد كل منهما في البطاقات الملونة، في حدث معروف في العالم على أنه حيلة بطاقة، يرافقه ومعقدة للغاية المجموعة فشلت الروتينية التي يقوم بها عشرات الآلاف من الجمباز والراقصات.

## القياسي العالمي
في أغسطس 2007، دخلت ألعاب الجماعية في مهرجان أريرانغ إلى غينيس للأرقام القياسية بوصفه أكبر حدث من نوعه. في السنوات الأخيرة، وسمحت جمهورية كوريا الشمالية بدخول بعض السياح لمشاهدة واحدة من العديد من العروض.